# Wembley Championships 1989
Il Wembley Championships 1989 è stato un torneo di tennis giocato sintetico indoor della Wembley Arena di Londra in inghilterra. È stata la 41ª edizione del torneo che fa parte del Nabisco Grand Prix 1989. Il torneo si è giocato dal 7 al 12 novembre 1989.

## Campioni

### Singolare maschile
Michael Chang ha battuto in finale  Guy Forget con il punteggio di 6–2, 6–1, 6–1

### Doppio maschile
Jakob Hlasek /  John McEnroe hanno battuto in finale  Jeremy Bates /  Kevin Curren con il punteggio di 6–1, 7–6